# Teatro Real de Córdoba
El Teatro Real es un complejo o espacio cultural con salas destinadas al teatro y otras actividades como: charlas, cursos, convenciones, funciones didácticas, ciclos, programas para jubilados, programas para personas con discapacidades en Córdoba, Argentina. La Comedia Cordobesa, la Comedia Infantojuvenil y el Teatro Estable de Títeres son los cuerpos artísticos oficiales que desarrollan sus actividades en el Teatro. Asimismo trabaja en políticas de educación artísticas a través de un plan anual de formación y perfeccionamiento profesional de cuerpos estables y de jóvenes creadores. Sus actividades comienzan en febrero y se mantienen hasta diciembre. El Teatro trabaja de jueves a domingo, y de lunes a viernes tareas administrativas (en algunas ocasiones sábados y domingos). En esta organización trabajan 100 personas, aproximadamente (prensa, producción, elencos oficiales, personal directivo, personal administrativo, personal técnico). 

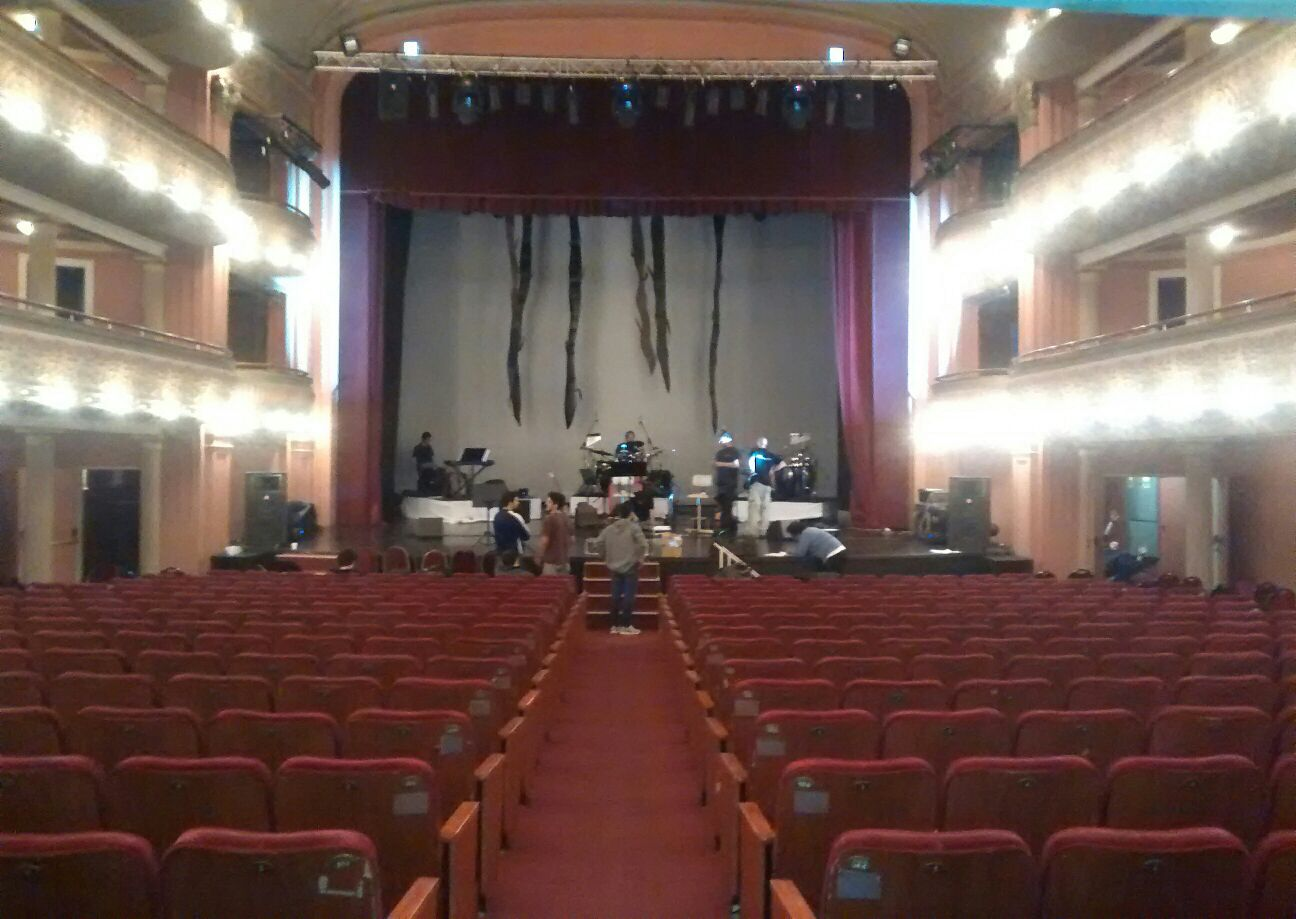
La sala del teatro durante un ensayo.

## Historia
La obra es del arquitecto Gustavo Gómez Molina, empezada a construir en 1925, destinado en un primer momento a proyecciones cinematográficas. Fue inaugurada oficialmente el 30 de junio de 1927 con el nombre de Real Cine Theatre, de donde deriva su actual nombre. Su sala, en forma de herradura y con tres filas de palcos, posibilitó el esparcimiento de varias generaciones de cordobeses. El ámbito tiene una historia singular, ya que después de varios años de funcionar como cine esa función fue abandonada y más tarde el Real se convirtió en banco. Durante ese tiempo se levantó la fila de plateas y su construcción se deterioró. Fue recuperado como teatro por el gobierno en la década del 90 y desde entonces en él presentan sus espectáculos los elencos estables de la provincia -la Comedia Cordobesa, el Teatro Infantojuvenil y el Teatro Estable de Títeres -, y además hacen funciones los diversos elencos teatrales porteños que salen de gira, como también grupos musicales y compañías de ballet. En la década de 1940 se convirtió en sitio obligado para la realización de conciertos musicales de cámara. En la década del '60 cambió el nombre a Cine Brunino y su actividad se redujo a lo cinematográfico. En 1977 pasó a ser el Banco Los Andes (hoy desaparecido), el cual usaba solo el vestíbulo y los tres pisos superiores. 
Durante la década de 1980 (aproximadamente en 1985)  el Estado cordobés toma posesión del inmueble que había quedado abandonado tras la desaparición del Banco Los Andes y luego de algunos años en los que perteneció a la Municipalidad de Córdoba. La sala estaba totalmente abandonada, fue recuperada poco a poco por técnicos del Teatro del Libertador. Durante toda la década de 1990 prosiguieron los arreglos de la sala principal Carlos Giménez (Director cordobés de teatro, fundador del grupo Rajatabla de Caracas, y además, actor) tiene capacidad para unos 700 espectadores distribuidos en platea y tres pisos. En su primer subsuelo tiene una sala menor con capacidad para sesenta personas denominada Azucena Carmona en homenaje a una exactriz de la Comedia Cordobesa. Durante el año 2006 y hasta el 2 de mayo de 2007 el teatro estuvo cerrado para una importante reforma (la cual costó $ 3.600.000) principalmente en el escenario principal y en la sala menor "Azucena Carmona". También tuvo una reforma en 1996.

## Arquitectura
Tras la reforma de 2007, el nuevo Teatro Real cuenta con tres espacios más, disponibles para albergar a 70 personas cada uno: las salas Azucena Carmona, Jolie Libois y Eugenio Filipelli. Cada uno de estos pequeños ámbitos cuenta con hall, baños para el público y camarines. En el nuevo hall del teatro se ha construido una escalera que posibilita conectar todos los espacios. En la sala mayor, por ejemplo, se reconstruyeron camarines debajo del escenario y este se avanzó unos 40 centímetros sobre el proscenio. Allí también se reconstruyeron y levantaron las parrillas y se rescató el vitral policromado de la lunera del techo de la sala, además de ponérselo en valor. Todo el equipamiento técnico —luz, sonido y maquinarias— también ha sido renovado. Posee una rampa para discapacitados a la entrada del teatro y al escenario. Un ascensor con capacidad para tres personas. Se accede a las Salas Jolie Libois y Eugenio Filipelli. La Sala Carlos Giménez cuenta con 12 lugares para personas especiales (6 discapacitados y 6 para acompañantes).
El edificio principal de este teatro se ubica sobre la importante calle San Jerónimo, entre las calles Buenos Aires e Independencia, exactamente frente al costado suroeste de la PLaza San Martín. También funciona en este edificio el Seminario de Teatro Jolie Libois.

## Financiación
El Teatro depende de la Agencia Córdoba Cultura, que la misma depende del Gobierno de la Provincia de Córdoba. Al tener el esquema de agencia, muchas personas piensan que se puede autofinanciar, pero no es así. Recibe mensualmente un dinero de la Agencia Córdoba Cultura, como muchos otros espacios culturales.

## Importancia del teatro en Córdoba
EL teatro es claramente considerado por muchas personas como un patrimonio cultural. Córdoba se jacta de tener muy buen teatro, por ser pionera de festivales de teatro. Por ejemplo, en 2015 se realizará el décimo Festival de Teatro del Mercosur, también el Festival del Humor.

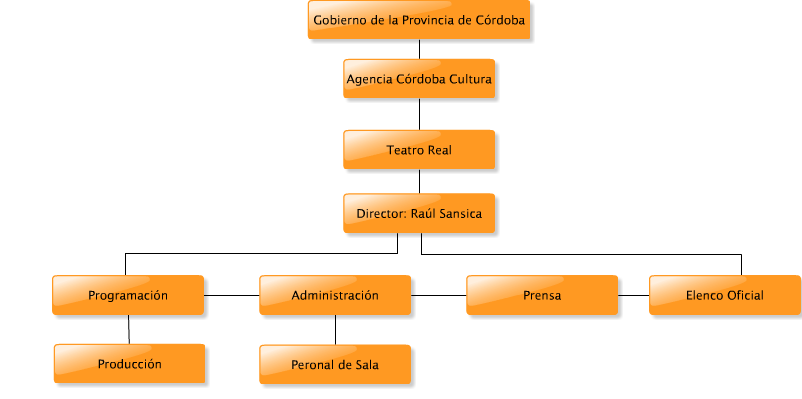
Organigrama del Teatro

## Restricciones
El teatro prohíbe el ingreso a las salas con alimentos o bebidas. También está prohibido el uso de cámaras fotográficas y otros medios de registro audiovisual. Los medios gráficos y audiovisuales tienen la posibilidad de hacer cobertura de los espectáculos, siempre dentro de un tiempo estimado en 15 minutos, excepto que el artista o la producción determinen expresamente lo contrario.
El horario de boletería es miércoles a viernes de 10 a 20 horas. Sábados desde las 10 h, y los domingos de 15 h hasta que comience la función.